# Bandkeramische nederzetting van Rosmeer-Staberg

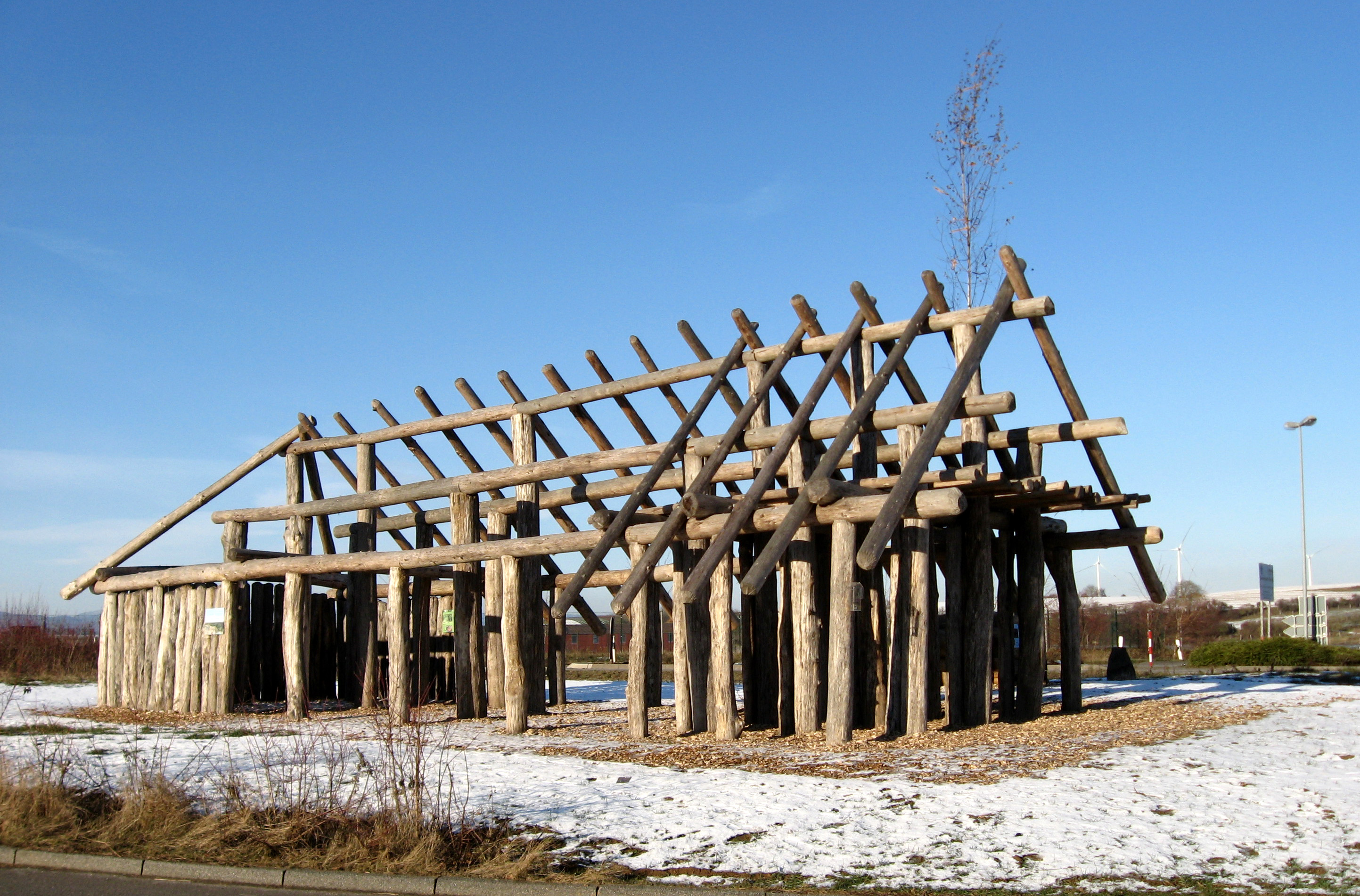
Een reconstructie van het ‘binnenwerk’ van een typisch bandkeramisch huis op de site Herxheim in Duitsland.

De bandkeramische nederzetting van Rosmeer-Staberg is een van de vroegste vindplaatsen van het Neolithicum in België.
Het ontstaansgebied van deze landbouwersgemeenschap situeert men in Centraal-Europa, aan de oevers van de Donau, omstreeks 5400 v.Chr. Van hieruit verspreidde deze cultuur zich zeer snel langs stromen en rivieren in westelijke en noordelijke richting. Rond 5300 v.Chr. vestigden deze boeren zich in Nederlands Limburg (Sittard, Geleen, Beek, Elsloo en Stein). Iets later staken ze de Maas over en vestigen zich te Rosmeer en omstreken. De nieuwe sedentaire levenswijze van de neolitische bandkeramiekers wordt het best geïllustreerd aan de hand van de site op de Staberg. Het was de eerste plaats in België waar de karakteristieke grondplannen van de BC-huizen werden gevonden.

## Opgravingen
De site op een lage heuvel in het Limburgse Rosmeer is opgegraven van 1952 tot 1966. Behalve sporen van zestien woningen uit de bandkeramische cultuur werd er ook een IJzertijdnederzetting aangetroffen en verspreid puin uit de Romeinse tijd.
De toenmalige directeur van de Nationale Dienst voor Opgravingen, Heli Roosens, onderzocht een Merovingisch grafveld en trof in de proefsleuven op de Staberg bandkeramische sporen aan. Het archeologische veldwerk nam vijf campagnes in beslag. Een terrein van 1,6 hectare werd onderzocht en de totale oppervlakte van de nederzetting werd op 4 hectare geschat. Erosie had veel materiaal aangetast, maar op de hellingen was het wat beter beschermd onder een laag colluvium.

## Vondsten

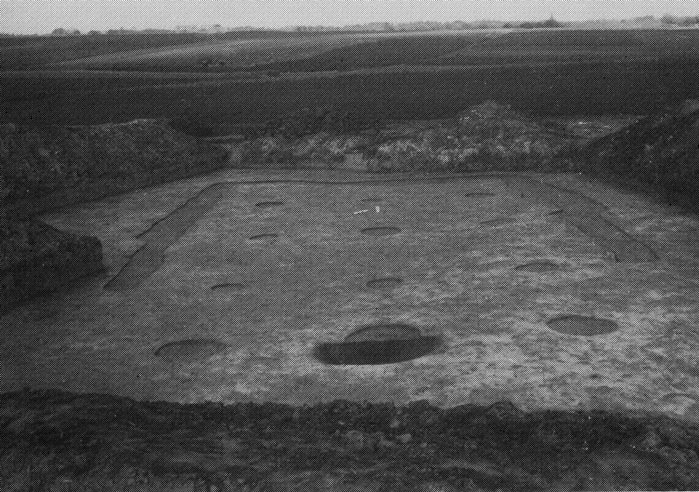

Dankzij de wat latere vondst is Rosmeer-Staberg een van de weinige neolithische sites in België waarvoor de gebouwplattegronden in kaart zijn gebracht. Dit was mogelijk door de verkleuringen die de houten palen in de bodem achterlieten. Zeker zestien van de typische lange gebouwen van de bandkeramiekers zijn herkend. Het grootste mat 6 m bij 25 m. Sommige hadden Y-vormig opgestelde middenstaanders en behoren daarmee tot de oudste fase van de bandkeramische cultuur. De dragers ervan kwamen vanuit het oosten via Nederlands Limburg en vestigden zich op de lössgronden van Midden-België, die zonder ploeg te bewerken waren. Ze kweekten eenkoren, emmertarwe, linzen en erwten, en teelden schapen, geiten en runderen.
Rosmeer-Staberg was bij benadering bewoond in de periode 5300-4590 v.Chr. Zeker drie bewoningsfasen volgden elkaar op. Geografisch behoort de site tot de Heeswatercluster, die zich bevindt op de plateaus tussen de bovenlopen van de Demer en de Maas.

## Woningen

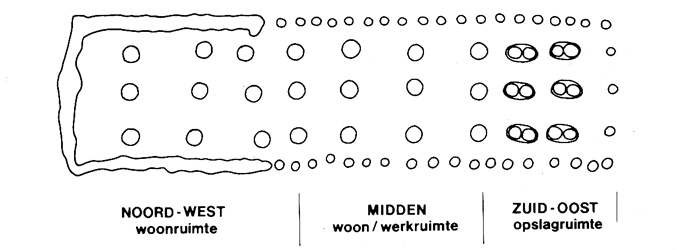
grondplan woning

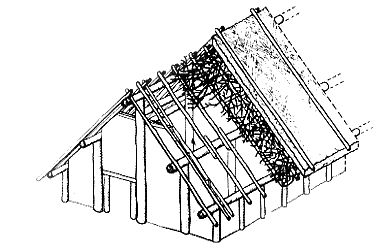
constructie woning

De rechthoekige grondplannen van de zestien gebouwen tonen aan dat de huizen evenwijdig aan elkaar waren gebouwd. Ze waren noordwest-zuidoost georiënteerd, soms met een sterke afwijking naar het westen. Het plan van de grootste huizen vertoont een drieledige structuur, waarvan de verschillende componenten steeds in dezelfde volgorde voorkomen.
Opmerkelijk zijn de zware constructie en de enorme afmetingen van de huizen. Zo heeft bijvoorbeeld het grootste gebouw een lengte van 25 m en een maximale breedte van 6,50 m. Het dak werd gedragen door vijf rijen staanders, waarvan vooral de drie binnenste palenrijen, zwaar en diep in de bodem aangezet, een dragende functie hadden. Tussen de buitenste rijen was een wand aangebracht, die uit bepleisterd vlechtwerk bestond.
Het middendeel deed waarschijnlijk dienst als centrale woon- en werkruimte. De functie van het noordwestelijk deel is onduidelijk. Mogelijk was het een extra beschutte woon- en slaapruimte of een stalling voor het vee. Het zuidoostelijk deel kan als opslagruimte voor de oogst gediend hebben. De plattegrond van de kleinste gebouwen heeft dezelfde karakteristieke vorm als het middendeel van de grootste huizen. Bij de middelgrote gebouwen werd het noordwestelijk deel van het basisplan aan het middendeel toegevoegd.
We kunnen drie types huizen onderscheiden: 
- één gebouw: langs alle zijden met een wand in fundering omgeven
- zes gebouwen: enkel het noordwestelijke deel met wand in fundering omsloten.
- de negen overige gebouwen: het grondplan werd enkel aangegeven door paalsporen

In Rosmeer echter zijn bepaalde huisplattegronden wegens de opgravingsomstandigheden niet altijd even duidelijk te onderscheiden.

## Aardewerk
Evenwijdig met de zijwanden van sommige gebouwen waren er langgerekte kuilen. In eerste instantie ontstonden deze door het gebruik van leem als bepleisteringsmateriaal bij de oprichting van een woning. Maar deze kuilen kregen later een andere functie. Zo zouden de ovaalvormige kuilen met een lengte van 2 tot 2,5 m gefungeerd hebben als ovens voor het aarden vaatwerk. Restanten van pottenbakkersklei wijzen duidelijk in die richting. De kleinere kuilen, waarvan de grootste diameter 80 cm bedroeg, eveneens ovaal van vorm en met een rood verbrande bodem, hebben waarschijnlijk gediend voor voedselbereiding. Eén enkele kuil bevatte ontelbare silexsplinters en werd bijgevolg geïdentificeerd als werkplaats van stenen voorwerpen. 

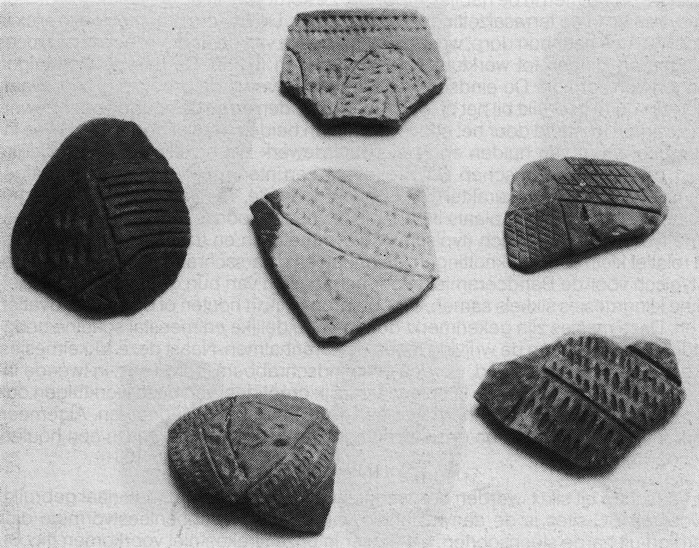
aardewerk scherven

Het aardewerk, waaraan de bandkeramiekers-cultuur haar naam dankt, is donkergrijs tot bruingrijs. Qua vorm stellen we een grote uniformiteit vast, zowel voor de grote als de kleine types. De meest voorkomende zijn flessen, schalen en vooral kommen in allerlei maten, van kleine eet- of drinkkommetjes tot grote voorraad- en kookpotten. Ze werden met de hand gevormd. Ze zijn voornamelijk bolrond, zonder plat vlak om op te rusten en met een naar de opening toe enigszins naar binnen gebogen rand. De versiering, vóór het bakken ingegrift, is opgebouwd uit twee basismotieven, te weten boog en spiraal. Knobbelvormige uitsteeksels en oren scheiden de reeksen motieven van elkaar. 
Aan de hand van de versieringswijze is het mogelijk verschillende perioden te onderscheiden. In de eerste periode vinden voornamelijk lijnversiering. In een volgend stadium beginnen ingedrukte stippen een bescheiden rol te spelen. Iets later treffen we een zeer rijke en gevarieerde versiering aan, waarbij ook de rand van de potten steeds versierd is. De scherven, gevonden op de Staberg, lijken hoofdzakelijk tot de vroegste periode te behoren. Deze van de Boelhof-Flikkenberg wijzen door hun rijke versiering op een latere fase. Naast dit typisch bandkeramiekers-aardewerk werden ook fragmenten van Limburg-keramiek teruggevonden, toebehorend aan de inheemse mesolitische bevolking. Dit vormt een aanduiding voor de contacten tussen beide groepen.

## Werktuigen
Naast gereedschap voor het bouwen van hun enorme huizen hadden de bandkeramiekers ook nood aan andere werktuigen, onder meer voor de akkerbouw, de jacht en de visvangst, de voedselbereiding, het vervaardigen van aardewerk, kleding enz. 

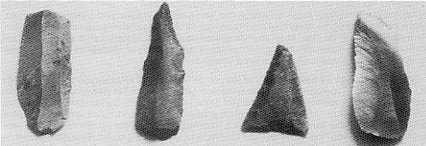
de voornaamste types silex werktuigen: eindschrabber - boor - pijlspits - sikkelmes

Been, gewei en houten voorwerpen werden wegens hun slechte bewaringstoestand in onze leemgronden niet aangetroffen, zodat enkel het stenen materiaal bewaard bleef. Het overgrote deel van het stenen materiaal werd vervaardigd uit silex, meer bepaald een licht- tot donkergrijze variëteit die men overvloedig in de omgeving aantrof. De bandkeramiekers brachten deze silex in de vorm van knollen mee naar het dorp waar zij de verkregen afslagen en klingen tot werktuigen retoucheerden. De meeste werktuigen werden op klingen vervaardigd.

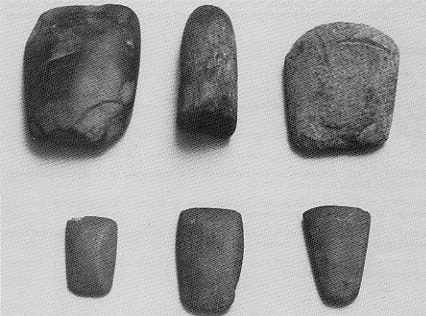
dissels

De eindschrabbers vormen veruit de grootste groep. Waarschijnlijk werden zij vooral gebruikt bij het prepareren van huiden en bij de hout- en beenbewerking. De boren kwamen tot stand door het confergeren van beide zijden of door één of twee insnoeringen. Het doorboren van huiden en versierd aardewerk zijn enkele van de mogelijke functies van deze categorie gereedschap. Dat zij alleszins een intens gebruik kende, kan afgeleid worden uit het vaak versleten karakter van het boorgedeelte. Talrijke pijlspitsen getuigen ervan dat jacht een belangrijke plaats innam bij de voedselvoorziening. Morfologisch behoren ze tot drie types: asymmetrisch, symmetrisch en trapezoïdaal. 
Voor het oogsten van hun graangewassen stelden zij met kleine klingmesjes sikkels samen, die oorspronkelijk in houten of benen handvatten bevestigd waren. Deze mesjes zijn gekenmerkt door een duidelijke en meestal schuine hoogglans die ontstond als gevolg van de wrijving tegen de korenhalmen. Naast deze sikkelmesjes specifiek voor deze functie aangewend, werden ook eindschrabbers, boren enz. in tweede instantie als sikkelmesjes gebruikt.
Naast dit gereedschap uit silex, werden ook werktuigen in ander lithisch materiaal gebruikt. Kenmerkend voor bandkeramische sites is de aanwezigheid van gepolijste schoenleestvormige dissels, vervaardigd uit harde steensoorten die echter in onze streken niet voorkomen. Deze werktuigen waren voorzien van een houten of benen steen. In Rosmeer vond men 61 dissels en fragmenten van dissels. Basalt en amfiboliet vormden er de belangrijkste grondstoffen voor. De dichtstbijzijnde herkomstgebieden van deze twee vulkanische gesteenten dienen respectievelijk gezocht te worden in het gebied van het Zevengebergte en de Eifel, en in de gebergten van Duitsland en Tsjechië. Waarschijnlijk zijn de gesteenten van de site van Rosmeer uit deze streken afkomstig en vormen zij daardoor een aanwijzing voor de vrij drukke handelsbetrekkingen.
Voor het fijn malen van hun graan en andere voedselbronnen gebruikten de BC-ers maal- en wrijfstenen, vervaardigd uit kwartsietzandsteen. Hematietbrokken (rode oker) en bruin-rode sporen op afslagen, kloppers en maalstenen wijzen op het gebruik van kleurstoffen. Mogelijk maakte de aanwending ervan deel uit van begrafenisrituelen, zoals op Nederlandse sites werd vastgesteld.

## Voetnoten
1. ↑  Louise Gomart en Laurence Burnez-Lanotte, "Technique de façonnage, production céramique et identité de potiers: une approche technologique de la céramique de style non rubané du site du Staberg à Rosmeer (Limbourg, Belgique)" in: Bulletin de la Société préhistorique française, 2012, nr. 2, p. 233. DOI:10.3406/bspf.2012.14105
2. ↑  Marc Lodewijckx met Corrie Bakels, Frontier settlements of the LBK in central Belgium in: Creating Communities. New Advances in Central European Neolithic Research, eds. Daniela Hofmann en Penny Bickle, 2009, p. 32